# Palisota thyrsostachya
Palisota thyrsostachya là một loài thực vật có hoa trong họ Commelinaceae. Loài này được Mildbr. mô tả khoa học đầu tiên năm 1925.